# Фехервар АВ19
Фехервар АВ19, (венг. Fehérvár AV19, официальное название с 2014 года), более известна под историческим именем «Альба Волан» (венг. Alba Volán) — венгерская хоккейная команда из города Секешфехервар. Основана в 1960 году. Сильнейшая команда страны — 11 раз становилась чемпионом Венгрии, выиграла восемь последних первенств (с 2003 по 2010 год). С 2007 года выступает в Австрийской хоккейной лиге, к чемпионату Венгрии подключается на стадии полуфиналов, где играет вместе с тремя сильнейшими командами регулярного первенства Венгрии. Имеет фарм-клуб, который под названием «Фехервари Титанок» выступает в МОЛ лиге (где играют венгерские и румынские клубы). Домашние матчи играет во Дворце спорта имени Габора Очкаи.

## Закреплённые номера
- 19:  Габор Очкай (1975—2009)

## Австрийская хоккейная лига
Альба Волан Секешфехервар принята в Австрийскую хоккейную лигу в 2007 году.
- Чемпионат 2007/2008. Последнее 10 место.
- Чемпионат 2008/2009. 9 место (10 участников).
- Чемпионат 2009/2010. 6 место в регулярном первенстве (10 участников), в плей-офф выбыла на стадии четвертьфинала.
- Чемпионат 2010/2011. 9 место (10 участников).
- Чемпионат 2011/2012. 3 место в регулярном первенстве (11 участников), в плей-офф выбыла на стадии четвертьфинала.
- Чемпионат 2012/2013. 9 место в регулярном первенстве (12 участников), 5 место в квалификационном раунде.
- Чемпионат 2013/2014. 10 место в регулярном первенстве (12 участников), 1 место в квалификационном раунде, в плей-офф выбыла на стадии четвертьфинала.
- Чемпионат 2014/2015. 6 место в регулярном первенстве (12 участников), 4 место в финальном раунде, в плей-офф выбыла на стадии четвертьфинала.
- Чемпионат 2015/2016. 9 место в регулярном первенстве (12 участников), 4 место в квалификационном раунде.

## Чемпионат Венгрии
Победы в 1981, 1999, 2001, 2003, 2004, 2005, 2006, 2007, 2008, 2009, 2010, 2011, 2012 годах.